# عایق کاری لوله
عایق کاری لوله به کمک عایق حرارتی یا صوتی در لوله کشی استفاده می‌شود.

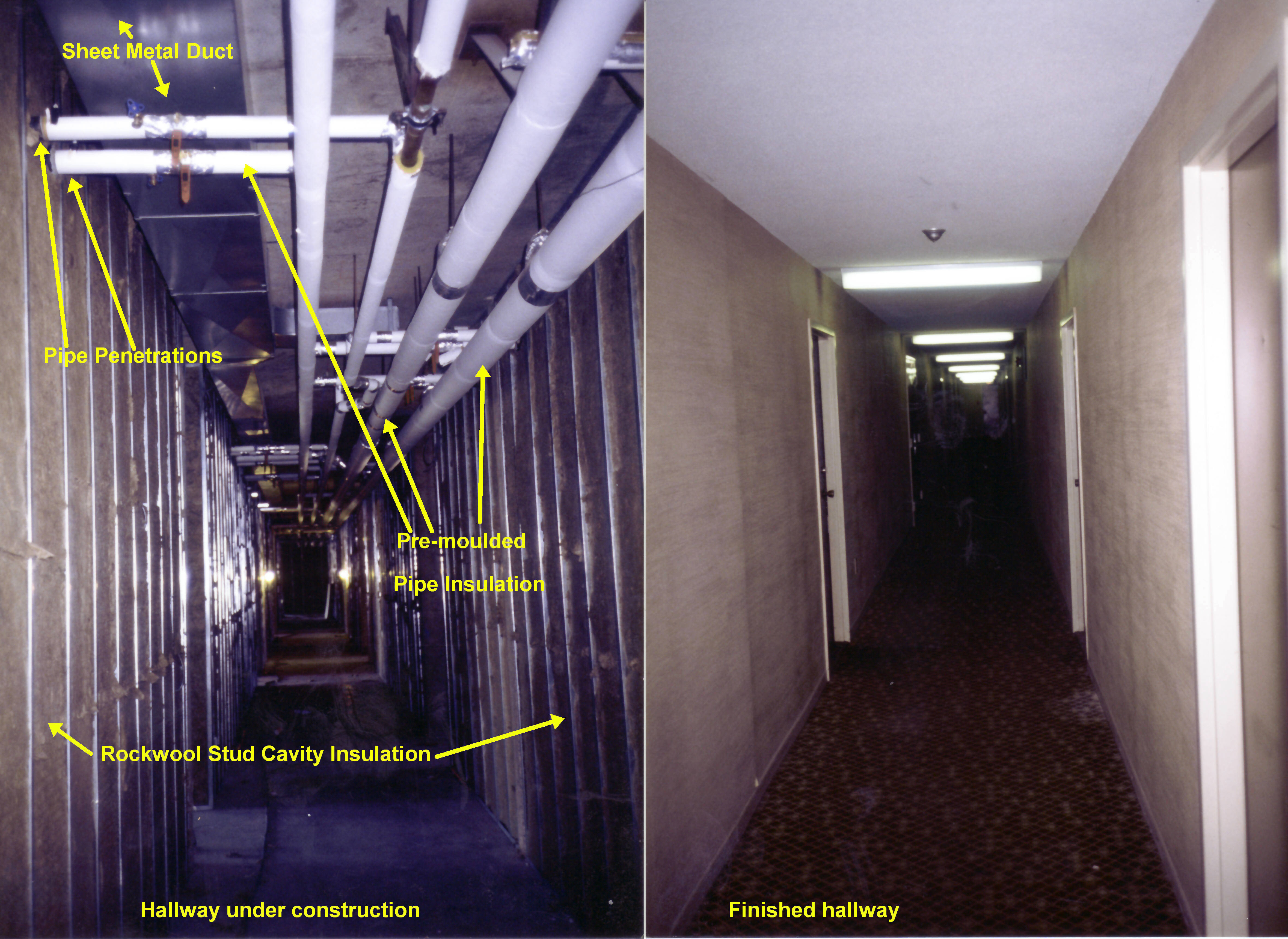
عایق لوله و عایق ساختمان با هم در طول ساخت و ساز و یک بار در یک ساختمان آپارتمانی در انتاریو، کانادا به پایان رسید.

## کاربردها

### کنترل میعان
در جایی که لوله ها در دمای کمتر از محیط کار می کنند، پتانسیل   تبدیل بخار آب به آب ( میعان )روی سطح لوله وجود دارد. از آنجا که رطوبت به انواع مختلف خوردگی کمک می کند، بنابراین جلوگیری از تشکیل آب روی لوله ها مهم تلقی می شود.
عایق لوله می تواند از عمل میعان جلوگیری کند، زیرا دمای سطح عایق با دمای سطح لوله متفاوت است. تراکم رخ نخواهد داد، مشروط بر اینکه (الف) سطح عایق بالاتر از دمای نقطه شبنم هوا باشد. و (ب) عایق دارای نوعی مانع یا کندکننده بخار آب است که از عبور بخار آب از عایق برای تشکیل روی سطح لوله جلوگیری می کند.

### انجماد لوله
از آنجایی که برخی از لوله های آب در خارج یا در مناطق گرم نشده قرار دارند که گهگاه دمای محیط ممکن است به زیر نقطه انجماد آب کاهش یابد، هر آبی در لوله کشی ممکن است به طور بالقوه یخ بزند. هنگامی که آب یخ می زند منبسط می‌شود و این انبساط می تواند باعث خرابی یک سیستم لوله کشی به یروش های مختلف شود.
عایق کاری لوله نمی تواند از یخ زدن آب راکد در لوله کشی جلوگیری کند، اما می تواند زمان لازم برای وقوع یخ زدگی را افزایش داده و در نتیجه خطر یخ زدن آب در لوله ها را کاهش دهد. به همین دلیل، توصیه می شود لوله های در معرض خطر یخ زدگی را، عایق بندی کنید. همچنین ممکن است قوانین و استانداردهای موجود برای لوله کشی و  تامین آب، شما را به عایق کاری لوله در لوله کشی برای کاهش خطر یخ زدگی ملزم سازد .  
برای یک طول معین، یک لوله با قطر کوچکتر، حجم آب کمتری نسبت به لوله با قطر بزرگتر در خود نگه می دارد، و بنابراین با فرض یکسان بودن محیط،  آب در یک لوله با قطر کوچکتر راحتتر (و سریعتر) از آب در یک لوله با قطر بزرگتر یخ می زند. از آنجایی که لوله‌های با قطر کوچک‌تر خطر یخ زدگی بیشتری دارند، عایق کاری معمولاً بصورت ترکیب چند روش برای جلوگیری از یخ زدگی استفاده می‌شود.

### ذخیره انرژی
از آنجایی که لوله کشی می تواند در دماهایی دور از دمای محیط باشد و سرعت انتقال گرما از یک لوله، با اختلاف دمایی بین لوله و هوای محیط اطراف مرتبط است، انتقال گرما داخل لوله کشی نیاز به توجه دارد. چرا که در بسیاری از شرایط، این انتقال گرما نامطلوب است. استفاده از عایق حرارتی باعث ایجاد مقاومت حرارتی و کاهش انتقال گرما می شود.
ضخامت عایق لوله های حرارتی که برای صرفه جویی در انرژی استفاده می شود متفاوت است، اما به عنوان یک قاعده کلی، برای لوله هایی که در دماهای بسیار متفاوت تری کار می کنند و انتقال گرمای بیشتری دارند ، برای صرفه جویی بالقوه بیشتر، ضخامت های بیشتری اعمال می شود. 
محل لوله کشی نیز بر انتخاب ضخامت عایق تأثیر می گذارد. برای مثال، در برخی شرایط، لوله کشی گرمایش در یک ساختمان عایق بندی شده ممکن است نیازی به عایق نداشته باشد، زیرا گرمای از دست رفته (یعنی گرمایی که از لوله به هوای اطراف جریان می یابد) ممکن است برای گرمایش «مفید» در نظر گرفته شود. این گرمای "از دست رفته"  توسط عایق بندی ساختمان به دام می افتد.  برعکس، چنین لوله کشی ممکن است برای جلوگیری از گرمای بیش از حد یا خنک شدن غیر ضروری در اتاق هایی که از آن عبور می کند عایق بندی شود.

### محافظت در برابر دمای بسیار بالا یا بسیار پایین
در جاهایی که لوله کشی در دماهای بسیار بالا یا پایین کار می کند، در صورت تماس فیزیکی با سطح لوله، احتمال بروز آسیب وجود دارد.
از آنجایی که دمای سطح عایق با دمای سطح لوله متفاوت است و تفاوت دمایی کمتری با محیط دارد،  می توان از عایق لوله برای رساندن دمای تماس سطح لوله به محدوده ایمن استفاده کرد.

### کنترل نویز
لوله‌کشی می‌تواند به‌عنوان مجرایی برای انتقال سر و صدا از یک بخش ساختمان به قسمت دیگر عمل کند (نمونه‌ای معمولی از این موضوع را می‌توان با لوله‌کشی فاضلاب که در داخل یک ساختمان هدایت می‌شود مشاهده کرد). عایق صوتی می تواند با عمل به میرایی دیواره لوله و انجام یک عملکرد جداسازی صوتی در هر جایی که لوله از دیوار یا کف ثابت عبور می کند و هر جا که لوله به صورت مکانیکی ثابت شده است، از این انتقال صدا جلوگیری کند.
لوله کشی همچنین می تواند نویز مکانیکی ایجاد کند. در چنین شرایطی، خروج صدا از دیواره لوله را می توان با عایق صوتی که دارای یک مانع صوتی با چگالی بالا است، به دست آورد.

## عوامل موثر بر عملکرد
عملکرد نسبی عایق های مختلف لوله در هر کاربرد معین می تواند تحت تأثیر عوامل زیادی باشد. عوامل اصلی عبارتند از:
- هدایت حرارتی (مقدار "k" یا "λ")
- انتشار سطحی (مقدار "ε")
- مقاومت در برابر بخار آب (مقدار "μ")
- ضخامت عایق
- تراکم

عوامل دیگری مانند سطح رطوبت و باز شدن اتصالات می توانند بر عملکرد کلی عایق لوله تأثیر بگذارند. بسیاری از این عوامل در استاندارد بین المللی EN ISO 23993 ذکر شده است.

## مواد سازنده

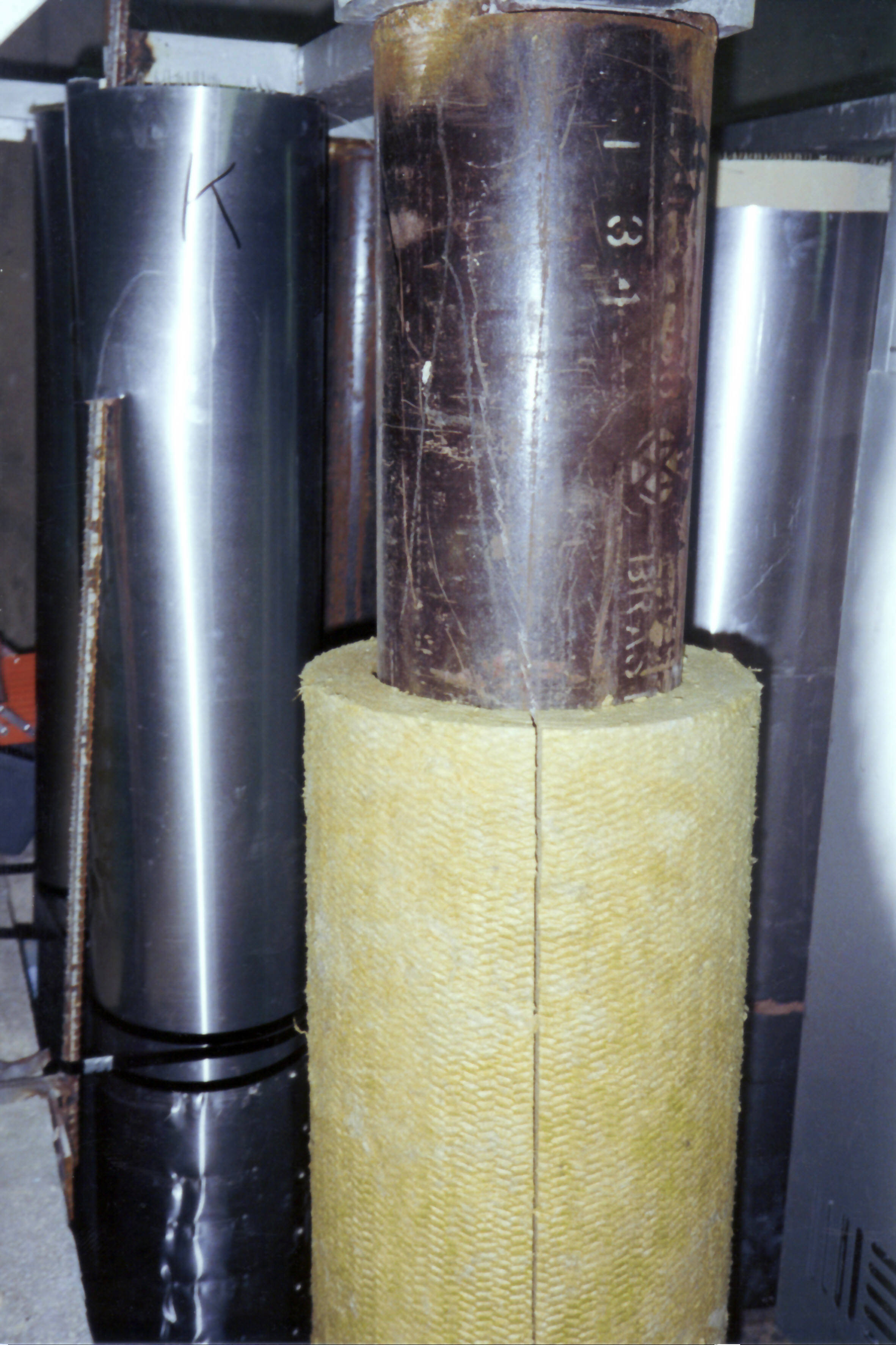
عایق سازی یک لوله

مواد عایق لوله انواع مختلفی دارند، اما اکثر مواد در یکی از دسته های زیر قرار می گیرند.

### پشم کانی یا پشم سنگ
پشم‌ سنگ ، از جمله پشم‌های سنگ و سرباره، رشته‌های غیرآلی الیاف معدنی هستند که با استفاده از چسب‌های آلی به یکدیگر متصل شده‌اند. پشم‌های معدنی می‌توانند در دماهای بالا کار کنند و در هنگام آزمایش، عملکرد خوبی در برابر آتش نشان می‌دهند. 
پشم سنگ در انواع لوله کشی ها، به ویژه لوله کشی های صنعتی که در دماهای بالاتر کار می کنند، استفاده می شود. 

### پشم شیشه
پشم شیشه یک ماده عایق الیافی با دمای بالا است، مشابه پشم سنگ، که در آن رشته های معدنی الیاف شیشه با استفاده از یک اتصال دهنده به یکدیگر متصل می شوند.
مانند پشم سنگ، عایق پشم شیشه می تواند برای کاربردهای حرارتی و صوتی استفاده شود. 

### فوم های الاستومری انعطاف پذیر
این فوم ها،  فوم های سلول بسته لاستیکی ارتجاعی مبتنی بر لاستیک لاستیک نیتریل (NBR) یا لاستیک مونومر اتیلن پروپیلن دی ان (EPDM) هستند. فوم‌های الاستومری انعطاف‌پذیر چنان مقاومت بالایی در برابر عبور بخار آب از خود نشان می‌دهند که عموماً به موانع اضافی بخار آب نیاز ندارند. چنین مقاومت بخار بالا، همراه با تابش سطحی بالای لاستیک، به فوم های الاستومری انعطاف پذیر اجازه می دهد تا از تشکیل تراکم سطحی حتی با ضخامت های نسبتاً کوچک جلوگیری کنند.
در نتیجه، فوم های الاستومری انعطاف پذیر به طور گسترده در لوله های تبرید و تهویه مطبوع و همچنین در سیستم های گرمایش و آب گرم استفاده می شود.

### فوم صلب یا فوم سخت
عایق لوله های ساخته شده از عایق های سخت فنولی ، پلی ایزوسیانورات (PIR) یا فوم پلی اورتان (PUR) در برخی کشورها رایج است. عایق فوم صلب دارای حداقل عملکرد صوتی است، اما می تواند مقادیر رسانایی حرارتی پایین 0.021 W/(m·K) یا کمتر از خود نشان دهد، که اجازه می دهد قوانین صرفه جویی در انرژی با استفاده از کاهش ضخامت عایق رعایت شود. 

### پلی اتیلن
پلی اتیلن یک عایق فوم پلاستیکی انعطاف پذیر است که به طور گسترده برای جلوگیری از یخ زدگی لوله های تامین آب خانگی و کاهش اتلاف حرارت از لوله های گرمایش خانگی استفاده می شود.
عملکرد  حرارتی پلی اتیلن معمولاً 25/50 E84 تا ضخامت 1 اینچ مطابقت دارد.

### سلولار گلاس یا عایق شیشه سلولی
شیشه، با ترکیب اصلی از ماسه، سنگ آهک و خاکستر سودا، به صورت 100٪ مواد طبیعی استوار است. عایق‌های سلولی این شیشه‌ها از سلول‌های کوچک و جداگانه تشکیل شده‌اند که به یکدیگر متصل یا محکم چسبیده‌اند و ساختاری سلولی را شکل می‌دهند. از جمله مواد پایه که در تشکیل شیشه‌های سلولی مورد استفاده قرار می‌گیرند، می‌توان به پلاستیک و لاستیک اشاره کرد و از فوم‌های مختلف نیز استفاده می‌شود.
این عایق‌های سلولی معمولاً به دو دسته سلول باز (سلول‌ها با یکدیگر ارتباط دارند) و سلول بسته (سلول‌ها مهر و موم شده و ارتباط محکمی با یکدیگر دارند) تقسیم می‌شوند. به طور کلی، موادی که بیش از 90 درصد محتوای سلول بسته دارند، جزو دسته مواد سلول بسته قرار می‌گیرند. این نوع عایق‌ها با ترکیب مناسبی از مواد طبیعی و فرآیندهای تولید مناسب، خصوصیات عایق‌بندی برتری را ارائه می‌دهند.

### ایروژل
عایق سیلیکا هواژل کمترین رسانایی حرارتی را در بین عایق های تولید شده تجاری دارد. اگرچه هیچ سازنده ای در حال حاضر بخش های لوله هواژل را تولید نمی کند، می توان روکش ایروژل را در اطراف لوله ها پیچید و به آن اجازه داد به عنوان عایق لوله عمل کند.
استفاده از هواژل برای عایق کاری لوله در حال حاضر محدود است.

## محاسبات جریان حرارتی و R-value
جریان حرارتی عبوری از عایق لوله را می توان با پیروی از معادلات تعیین شده در استانداردهای ASTM C 680  یا EN ISO 12241  محاسبه کرد. شار حرارتی با معادله زیر به دست می آید:
{\displaystyle q={\frac {\Theta _{i}-\Theta _{a}}{R_{T}}}}
جایی که:
- {\displaystyle \Theta _{i}} دمای داخلی
- {\displaystyle \Theta _{a}} دمای محیط خارجی
- {\displaystyle R_{T}} مجموع کل مقاومت حرارتی تمام لایه‌های عایق و مقاومت‌های انتقال حرارت سطح داخلی و خارجی است.

برای محاسبه جریان گرما، ابتدا لازم است مقاومت حرارتی (" R-value ") برای هر لایه عایق محاسبه شود.
برای عایق لوله، مقدار R نه تنها با ضخامت عایق و هدایت حرارتی ("k-value") بلکه با قطر بیرونی لوله و دمای متوسط مواد نیز متفاوت است. به همین دلیل، استفاده از مقدار هدایت حرارتی هنگام مقایسه اثربخشی عایق لوله رایج تر است و مقادیر R عایق لوله تحت قانون ارزش R-value FTC ایالات متحده نیست.
مقاومت حرارتی هر لایه عایق با استفاده از رابطه زیر محاسبه می شود:
{\displaystyle R={\frac {D_{x}\ln(D_{e}/D_{i})}{\lambda }}}
جایی که:
- {\displaystyle D_{e}} نشان دهنده قطر بیرونی عایق است،
- {\displaystyle D_{i}} نشان دهنده قطر داخلی عایق است،
- {\displaystyle \lambda } هدایت حرارتی ("k-value") را در دمای متوسط عایق نشان می دهد (برای نتایج دقیق، محاسبات تکراری ضروری است)، و
- {\displaystyle D_{x}} یا  {\displaystyle D_{e}} است، اگر محاسبه تلفات حرارتی از قطر خارجی برای محاسبه استفاده نماید  یا {\displaystyle D_{i}} است اگر از قطر داخلی برای اینکار استفاده نماید.

محاسبه مقاومت انتقال حرارت سطوح عایق داخلی و خارجی پیچیده تر است و نیاز به محاسبه ضرایب سطح داخلی و خارجی انتقال حرارت دارد. معادلات برای محاسبه این بر اساس نتایج تجربی است و از استانداردی به استاندارد دیگر متفاوت است (هر دو ASTM C 680 و EN ISO 12241 شامل معادلاتی برای تخمین ضرایب سطح انتقال حرارت هستند).
چندین سازمان مانند انجمن تولیدکنندگان عایق آمریکای شمالی و فیرو فلکس، برنامه‌های رایگانی را ارائه می‌دهند که امکان محاسبه جریان گرما را از طریق عایق لوله‌ها فراهم می‌کنند.